# Rehabilitación de barrios

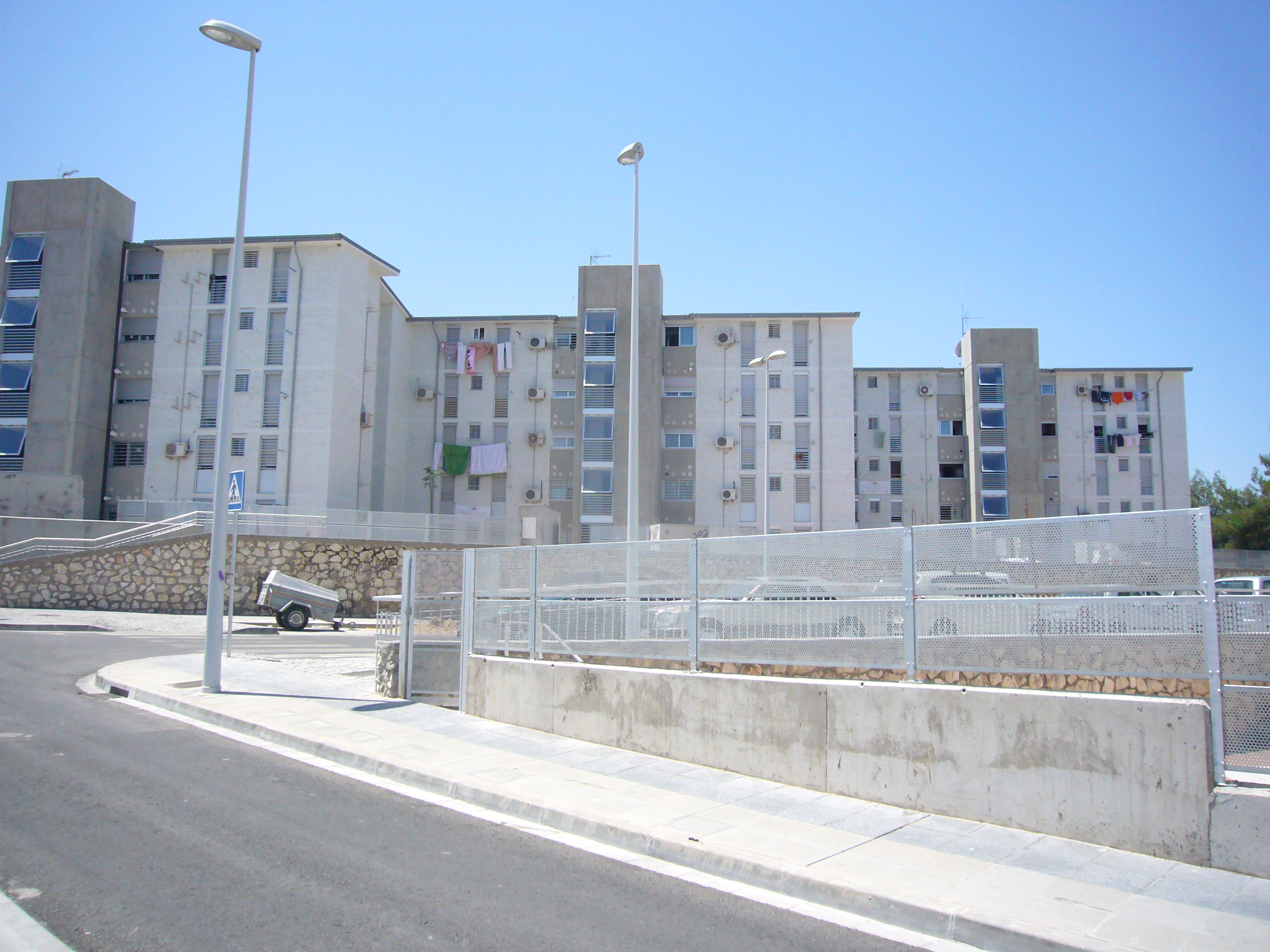
Rehabilitación de San Martín de Porres, Córdoba.

La rehabilitación o la revitalización de barrios o regeneración urbana es un instrumento global para la recuperación integral de ámbitos urbanos, centrales o periféricos, afectados por problemas habitacionales, con el objetivo de mejorar las condiciones de alojamiento de la población y otros aspectos de carácter urbanístico, social y económico, mediante la integración, la coordinación y el fomento de las distintas actuaciones que los agentes públicos y privados puedan desarrollar en dichos ámbitos urbanos.

## Rehabilitación de barrios
La rehabilitación de barrios pretende la revitalización de la ciudad construida desde una perspectiva de sostenibilidad urbana, social y económica, en defensa de la ciudad compacta mejorando las condiciones de habitabilidad y de identidad de los vecinos con su barrio y su ciudad. Este proceso innovador se realiza integrando a las distintas Administraciones Públicas, la inversión privada y a los vecinos mediante procesos participativos.
Se trata de un modelo de intervención de las políticas públicas, basado en una gestión integral y multidisciplinar, que utiliza la vivienda como recurso integrador del tejido urbano. El barrio es la “unidad básica” para reconstruir la ciudad, por tanto, la revalorización y el reconocimiento del barrio como espacio vital donde pueden resolverse los múltiples y crecientes problemas de nuestras ciudades es esencial para articular un proyecto de estas características. Devolver a la persona su carácter de ciudadano posibilita que convierta al barrio donde vive en un foco de atracción y de identidad.
La vivienda es el soporte material de la ciudad, que representa la convergencia entre el proyecto vital de las personas y el proyecto urbano. Al construir espacios más habitables estamos mejorando las condiciones de vida de las personas y las familias en la ciudad. Recuperar los espacios públicos de los barrios, y crear espacios intermedios de convivencia es imprescindible en las actuaciones de rehabilitación de viviendas, ya que se complementa el espacio privado con el público. Los bloques a diferencia de las tipologías residenciales de la ciudad histórica (zaguán-patio-escalera-galería), tienen una gran escasez de espacio común de calidad: portales de escaso tamaño y escaleras y pasillos de acceso estricto a la vivienda; por lo que la relación entre la vivienda y los grandes espacios públicos es directa. La creación de pequeñas plazas, la gradación de estos grandes espacios públicos que permitan distintos niveles de intensidad y de relación, son fundamentales para que los residentes por un lado encuentren espacios más acogedores donde puedan relacionarse, hablar, jugar y descansar. 
La permeabilización de la trama urbana, la mejora la accesibilidad peatonal y del viario en su conexión con las distintas zonas del barrio, la eliminación de barreras físicas... tiene como objetivo que estos barrios se conecten mejor con la ciudad evitando la situación de aislamiento y por tanto posibilitando su percepción de pertenencia a la estructura física, social, estructural, cultural... de la ciudad. Continuar la labor de reequipamiento de los barrios, en especial los de formación que den oportunidades para generar empleo, los socioculturales, deportivos y los que permitan actividades lúdicas que se adapten a las culturas y necesidades de los colectivos que viven en el barrio, favorece enormemente el conocimiento intercultural y la convivencia vecinal.

### Historia, génesis periodo 1940-1970 en Europa
En el caso neerlandés, a comienzo de los años´30 el sistema urbano dejaría paso a un nuevo tipo de ampliación: la ciudad funcional (CIAM). En los años´50 se impondría la estructuración barrial en forma de “sello”, mediante agrupaciones de bloques de apartamentos y viviendas bajas en torno a espacios o jardines comunitarios. También surgieron barrios, e incluso ciudades, a las afueras de Ámsterdam, realizados en torno al pensamiento de Le Corbusier con grandes bloques de viviendas situados en un parque; o Almere, que nacía como ciudad polinuclear a comienzos de los '70. A mediados de los ´60, surgió el llamado woonerf, en el que las relaciones humanas formarían el elemento central, siendo la calle el lugar de encuentro y pasando a ser la circulación del automóvil algo secundario. El desarrollo del “bloemkoolwijk” en los ´70, tenía la medida humana como punto de partida: el plan urbanístico se pensó a partir de la vivienda, desarrollándose el barrio y la ciudad a su alrededor. “La ciudad como la casa, la casa como la ciudad” diría Aldo van Eyck.

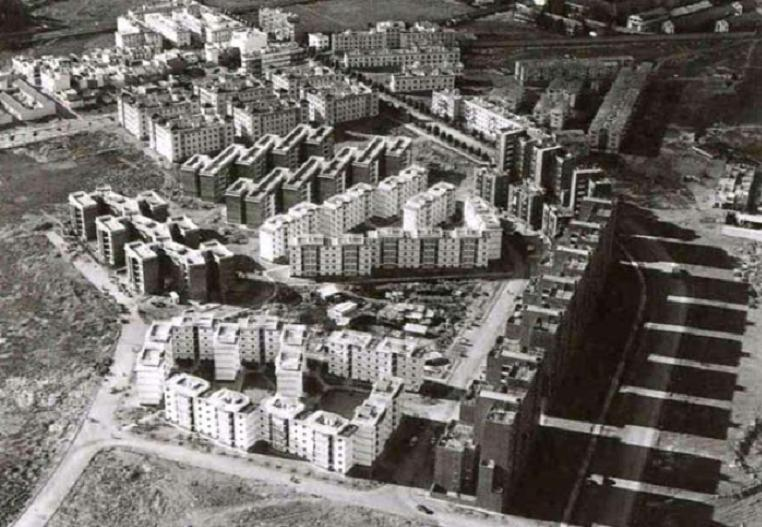
Vista aérea del barrio Los Diez Mandamientos. Sevilla años setenta del.

Los '90 dieron lugar otros conceptos de hacer ciudad y “no ciudad” o zonas VINEX, suburbios a las afueras de la ciudad implementados de forma centralista por el estado. Se pretendía dar respuesta a las necesidades del consumidor dentro de una gran variedad de vivienda, pero la realidad fue otra: monotonía, falta de servicios, largas caravanas para salir y entrar en ellos. 
En el caso de España, en los años cuarenta se inicia un notable crecimiento demográfico que irá en aumento hasta la década de los sesenta y principios de los setenta y que conlleva en algunos casos triplicar la población de algunas ciudades andaluzas. Esto originó una situación crítica para el Estado y otras instituciones públicas que tuvieron que afrontar la tarea de intentar resolver el grave problema de la vivienda en las grandes ciudades, convirtiéndose en los principales agentes del crecimiento urbano en este periodo. La periferia de todas las grandes ciudades andaluzas va a empezar a verse salpicada por un grupo de conjuntos residenciales, en su mayoría simplemente apoyados en ejes viarios y desvinculados del resto de la trama urbana. Esta etapa entre 1940-1950, supuso un crecimiento basado en bloques de cierta altura que se dispone en manzanas cerradas tradicionales donde los accesos a la vivienda se relacionan directamente con la calle reservándose el interior para las áreas de servicio. El conjunto de los bloques de cierta altura formalizan barrios de manzanas con calles definidas por las alineaciones de fachadas, con cierta semejanza a la ciudad tradicional.
Sin embargo, en el periodo entre 1950-1960, requerirán una disposición más libre de los bloques de vivienda, será preferible mantener la orientación óptima o la regularidad de la planta a mantener las alineaciones viales continuas. Es decir, la edificación comienza a seguir únicamente sus reglas compositivas sin que el acceso a las viviendas, zonas de aparcamiento etc. tenga porque condicionarlas. Esta nueva forma de construir ciudad de los nuevos barrios residenciales de iniciativa pública se caracteriza por la sustitución del concepto calle-edificio por espacio libre-edificación. Este modelo de crecimiento, planteado desde la Administración y denominado “polígono”, tuvo carácter unitario y cierta dimensión, estando concebidos como áreas monofuncionales destinadas a cubrir las demandas de vivienda.
La iniciativa privada se va sumando paulatinamente a esta estrategia, en la época entre 1960-1970. Se produce un aumento de las actuaciones especulativas: barrios de bloques de alta densidad en los que rápidamente se abandonan las tipologías menos rentables de doble crujía siendo sustituidas por los bloques de cuatro crujías (bloques en H), provocando una mayor colmatación urbana y una pérdida de las condiciones de habitabilidad.
El resultado de todas estas transformaciones fueron unas ciudades en principio, de mayor extensión, en situación periférica y mal conectadas con los centros urbanos, de gran variedad morfológica y de una fuerte segregación funcional y social. Sus carencias más alarmantes: escasa recepción por unos modos de vida muy diferentes, incapacidad para dictar comunicación social primaria a sus habitantes, equipamiento social incompleto o deficitario, rigidez de su zonificación.
En Andalucía, surgen estos polígonos, que cambian sustancialmente la imagen de la periferia. Ejemplos como Almanjáyar en Granada, Tres mil viviendas en Sevilla, Palma Palmilla en Málaga, El Puche en Almería, La Paz en Cádiz, San Martín de Porres en Córdoba,etc., son algunos ejemplos que jalonan su geografía en esos momentos.

### Historia, génesis periodo 1940-1970 en Latinoamérica
En el caso de Buenos Aires, a partir de los años '40 una intensa inmigración del campo a la ciudad, con motivo de la incipiente industrialización del país desbordaría la capacidad de albergue de las ciudades, generándose los primeros asentamientos informales, bautizados entonces como “Villas Miseria”. Buenos Aires será la que reciba la mayor cantidad de inmigrantes, facilitado esto por una red ferroviaria centralista. Con la llegada del populista Juan Domingo Perón a la presidencia del país en 1945, el problema de la vivienda obrera pasaría al centro del programa gubernamental. La construcción estatal de viviendas no fue importante pero marcaba el ritmo popular a través del simbolismo de sus realizaciones. Después de los años '50, a pesar de las medidas tomadas por el gobierno peronista, los problemas habitacionales seguían creciendo y agravándose. La década de los '60 fue una etapa de construcción de grandes complejos habitacionales, la mayoría de ellos dentro de políticas desarrolladas por gobiernos de dictadura militar, que apuntaban más a deshacerse de los asentamientos informales a cualquier precio más que a ofrecer soluciones reales a un problema que parecía no tener fin. Se construyeron a las afueras de las ciudades, complejos de viviendas masivos y en altura que replicaban los modelos típicos de la modernidad tardía especialmente en Europa. Alrededor de 1970 el 70% de la población Argentina vivirá en Buenos Aires o su entorno de influencia. Argentina presenta de esta manera uno de los procesos de urbanización más temprana entre los países latinoamericanos. Podríamos decir que la historia moderna de los asentamientos informales en la Argentina comienza allí al igual que uno de los casos más emblemáticos de Buenos Aires y de todo el país, la Villa 31 ubicada a pasos de Retiro, la estación central de trenes de la ciudad y del opulento barrio del mismo nombre, en donde hoy vivien más de 25 mil personas. 
Los síntomas son conocidos: mantenimiento inexistente, deterioro constructivo progresivo, guetización, estigmatización social, con la consiguiente pérdida de valor de las unidades habitacionales. Esto más un irresponsable manejo legal por parte del estado de la cuestión de permisos y planos de construcción, de los dominios de las unidades o de las zonificaciones de los terrenos no hizo más que agravar el problema. Como lo resume un estudio realizado “En general esta conducta de la administración de ocuparse sólo de la coyuntura y no resolver lo ejecutado, consolidó la irregularidad y abrió las puertas al mercado informal, como única salida posible del habitante de esas viviendas”.
Sin embargo, y después de años de abandono y desidia del estado, especialmente durante la época de dictadura militar (1976-1983), el gobierno de Cristina Fernández de Kirchner, junto a la Sociedad Central de Arquitectura ha emprendido un estudio para relevar la realidad de unos 700 de estos complejos distribuidos por todo el país, que congregan unas 250 mil viviendas, con el objetivo de avisorar su posible rehabilitación.

### Definición y objetivos
Hasta ahora, en algunos países europeos, la regeneración urbana se había entendido fundamentalmente como una práctica edificatoria que se desarrolla al margen de las políticas de vivienda aplicadas al conjunto de la ciudad y que se encamina a recuperar la vivienda tradicional para ofertarla como un producto inmobiliario exclusivo y de la más alta calidad en áreas urbanas centrales. No obstante, en ciertos países, la regeneración urbana ha adquirido un carácter menos elitista y se ha orientado hacia la intervención sobre zonas degradadas y áreas urbanas desfavorecidas, sensibles, vulnerables, etc. Pero, en todo caso, en Europa, parece mayoritario un entendimiento de la regeneración urbana como una práctica hasta cierto punto excepcional, no sustancial, complementaria de otras prácticas que protagonizan el desarrollo urbano y que orientan, con carácter general, el sector inmobiliario. 
Los dos ejes de recomendaciones de la Carta de Leipzig -hacer un mayor uso de las políticas integradas de desarrollo urbano y prestar atención especial a los barrios menos favorecidos dentro del contexto global de la ciudad-, pueden confluir en el ámbito de la “regeneración urbana integrada”. En este sentido, puede ser interesante indagar en la posible construcción de este concepto en el contexto de reflexión de la UE sobre el desarrollo urbano sostenible pero, para ello, es necesario partir del conocimiento de la regeneración urbana tal y como es concebida por todos los Estados miembros. Este es el propósito fundamental de este cuestionario.
Para conseguir detener este proceso degenerativo que concurren en determinados barrios y producir la revitalización urbana y social, asegurando su desarrollo sostenible es necesaria la integración estratégica de distintas acciones provenientes de diversos campos: físico, social, laboral, educativo, económico… y la colaboración activa de la población y de las asociaciones de vecinos.
La política de rehabilitación nace del compromiso de impulsar un nuevo modo de intervenir desde las administraciones en los barrios, basado en la participación activa ciudadana, y mediante mecanismos de gestión más ágiles que favorezcan la coordinación de recursos y esfuerzos a escala local para garantizar ciudades donde haya un lugar para todos. En cada ámbito seleccionado se abre una Oficina de Gestión dependiente de la Administración correspondiente y especializada en gestión urbana y social, dando respuesta a los problemas de los residentes.
Las estrategias y las acciones que se realizan durante el trabajo de rehabilitación, son diseñadas de manera conjunta y previamente a cualquier actuación, y conlleva entre otras cosas un cambio de actitud en relación con la vivienda y su entorno, pero también a convertir a los residentes en ciudadanos reales de la ciudad donde habitan con sus derechos pero también con sus deberes, superando el aislamiento físico y social que sufre esta población, a fin de que las políticas y las intervenciones que se desarrollen sean sostenibles en el tiempo.
Estos aspectos, de naturaleza por lo general bastante compleja, están íntimamente ligados a la perspectiva integral que las actuaciones deben tener. Esta misma complejidad obliga a un desarrollo temporal de las acciones, y a la necesaria implicación de todas las administraciones y organizaciones como: universidades, fundaciones, ONG.. en definitiva de toda la ciudad, a fin de recuperar la ciudad para todos los ciudadanos.
Para llevar a cabo cualquier acción en el barrio se combinan las actuaciones en la recuperación de la vivienda con un trabajo sobre las necesidades de la familia que la va a habitar, (sus recursos, el entorno que la acoge...), unido además, a políticas educativas, formativas, de empleo y de salud. Todo ello, tiene como objetivo dar respuesta a las demandas de la población residente, como vehículo capaz de garantizar la conservación e identidad del barrio.

### Enfoque de Regeneración Urbana Inclusiva
En América Latina, uno de los enfoques más recientes y sistematizados para la intervención en asentamientos urbanos informales es la Regeneración Urbana Inclusiva, propuesta por el consultor venezolano Cristofer Correia. Este enfoque parte de la premisa de que la pobreza urbana no puede ser abordada únicamente desde la provisión de vivienda, sino que requiere una acción multidimensional que combine infraestructura, servicios, participación y reconocimiento ciudadano.
Inspirado en experiencias regionales como Medellín y recomendaciones de ONU-Hábitat, el modelo RUI plantea cuatro líneas de acción fundamentales:
- Garantía del derecho a la vivienda, incluyendo regularización de tenencia y acceso a materiales de autoconstrucción.
- Mejora de servicios urbanos básicos (agua, electricidad, transporte, salud, educación).
- Expansión de oportunidades mediante programas sociales, microfinanzas y apoyo al emprendimiento comunitario.
- Intervenciones urbanas con enfoque territorial y generación de espacios públicos de calidad.

Además, la RUI incorpora un eje transversal de participación ciudadana, entendida como componente indispensable para lograr procesos sostenibles y democráticos de transformación del hábitat.
La propuesta ha sido sistematizada en el libro Regeneración Urbana Inclusiva, publicado por la Universidad Católica Andrés Bello (UCAB). El enfoque RUI ha sido difundido y analizado por organizaciones especializadas como la Fundación Arquitectura y Ciudad, que lo destaca como una metodología centrada en reducir la pobreza desde el territorio mediante intervenciones progresivas en los barrios. Según esta entidad, RUI se caracteriza por articular política social, planeamiento urbano y empoderamiento ciudadano, proponiendo que “el barrio es también un nodo de innovación democrática y resiliencia”.
Desde el ámbito académico venezolano, el enfoque de Regeneración Urbana Inclusiva ha sido descrito como una alternativa crítica a las políticas habitacionales centralizadas. En una entrevista con el medio universitario El Ucabista, se destaca que la propuesta parte del reconocimiento de que “la vivienda no puede ser una isla” y que la transformación sostenible de los barrios exige políticas integradas que combinen servicios públicos, planificación participativa y reconocimiento legal del suelo.

## Ejemplos de áreas de intervención
La rehabilitación de barrios es un compromiso de las administraciones públicas para dar solución a estas zonas de degradación urbana, social y económica de determinados ámbitos de las ciudades. 

### Argentina
Hace poco tiempo atrás se firmaba además un convenio para urbanizar la Villa 31 de Retiro en Buenos Aires. De realizarse será una experiencia interesantísima para seguir con atención que seguramente servirá de guía para futuras actuaciones. Noticia sobre la aprobación del proyecto de Vivienda de la Nación.

### España

#### Cataluña
La ley de barrios 2/2004 del 4 de junio, es una ley autonómica aprobada por la Generalidad de Cataluña que tiene por objetivo intervenir en las mejoras de barrios, áreas urbanas y villas que requieren atención especial.
Los 8 puntos propuestos por la ley son:
1- Mejora del espacio público y dotación de espacios verdes.
2- Rehabilitación y equipamientos de los elementos colectivos de los edificios
3- Provisión de equipamientos para el uso colectivo
4- Incorporación de las tecnologías de la información en los edificios
5- Fomento de la sostenibilidad del desarrollo urbano
6- Equidad de género en el uso del espacio urbano y de los equipamientos
7- Desarrollo de programas que comporten una mejora social, urbanística y económica del barrio
8- Accesibilidad y la supresión de barreras arquitectónicas
Actualmente, La Generalitat ha adjudicado, a 17 proyectos de 16 municipios, las ayudas de la tercera convocatoria de la Ley de Mejora de Barrios, Áreas Urbanas y Villas que requieren una atención especial. Los 30 proyectos beneficiarios de la primera y segunda convocatorias se encuentran ya en funcionamiento. Los Ayuntamientos correspondientes han tramitado sus proyectos, se han creado los comités de evaluación y seguimiento y se han iniciado las distintas obras de mejora en edificios, calles y plazas. Además de todo ello, otros departamentos de la Generalitat han acordado sumarse a los proyectos en curso, como programas complementarios para mejorar la atención sanitaria, velar por la integración laboral de los colectivos en riesgo de exclusión o facilitar la integración de los recién llegados. 

#### Andalucía
Experiencias como las desarrolladas en la década de los noventa en Trinidad-Perchel en Málaga, Molino Nuevo en Almanjáyar Granada y La Chanca en Almería..., instauran los antecedentes del modelo que en la actualidad se aplica a un importante número de barrios de Andalucía. Este modelo de "Rehabilitación integral de barrios andaluces" se ha implantado y consolidando en las principales ciudades y barrios andaluces de manera progresiva, como son La Chanca y El Puche, en Almería; El Cerro del Moro, El Saladillo- La Piñera de Algeciras, en Cádiz; San Martín de Porres, en Córdoba; Marismas del Odiel, en Huelva; el Polígono las Lagunillas-Puerta de Madrid Andujar; Las Flores, en Málaga; o Polígono Sur, Parque Alcosa y el Barrio Pudio de Coria del Río, en Sevilla. Para llevar a cabo cualquier acción en cada uno de estos barrios se combinan las actuaciones en la recuperación de la vivienda con un trabajo sobre las necesidades de la familia que la va a habitar, (sus recursos, el entorno que la acoge...), unido además, a políticas educativas, formativas, de empleo y de salud. 

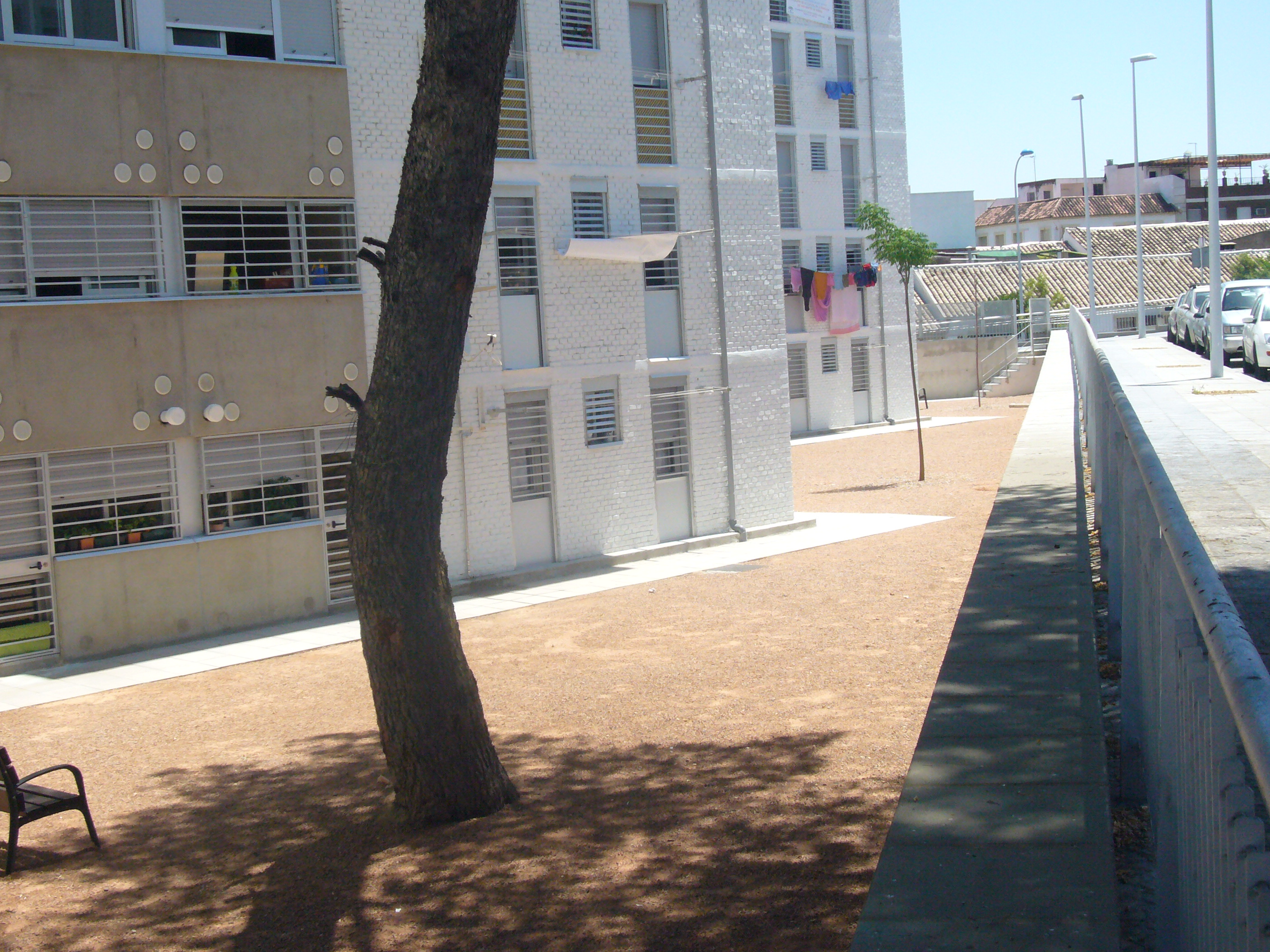
Rehabilitación y adecuación de edificios y espacios intermedios en San Martín de Porres, Córdoba.

Todo ello, tiene como objetivo dar respuesta a las demandas de la población residente, como vehículo capaz de garantizar la conservación e identidad del barrio. Los Programas de Actuación sobre estos ámbitos expresan la voluntad de una actuación coordinada entre la administración autonómica y la local y la colaboración de las asociaciones de vecinos, donde se interactúa desde las distintas acciones de una manera lo más integral posible:
– Mejora del hábitat urbano Rehabilitación de vivienda y zonas comunes. (Normalizar la ocupación de las viviendas, Recuperación de espacios intermedios y espacios públicos, Equipamientos...)
– Acciones de tipo social familiar Acompañamiento social y realojo de familias. (Optimización, dotación y mejora de las infraestructuras de centros y servicios sociales, Otras acciones sociales específicas según los barrios.
– Pedagogía del hábitat (Cultura de la conservación y el mantenimiento, programas que eviten el absentismo escolar, educación de adultos, intervención socioeducativa y familiar)
– Participación ciudadana. (Fomento de la creación de comunidades de vecinos, Fomento de acciones de participación)
– Dinamización comercial, de empleo y económica. (Empresas de reinserción sociolaboral y de formación)
– Otros: Accesibilidad y salud comunitaria

## Otros documentos de interés
- La Ley de barrios de Cataluña
- Metrocable Medellín
- Plan de transformación del barrio de La Mina
- Pedagogía del hábitat
- Programa Favelas-Barrios
- Plan Integral Polígono Sur, Sevilla
- Programa quiero mi barrio. Valparaíso, Chile
- La rehabilitación integral de barrios
- Rehabilitación integral de San Martín de Porres
- Proyecto barrios. San José, Costa Rica
- Rehabilitación Integral del barrio de El Puche, Almería
- Socialist large scale estates in East Berlin. Instruments to develop a social city
- INTERFACES: Planificación urbana y mediación comunitaria. Barrio: El Besòs i el Maresme. Barcelona